# Hans Hürlimann (1921-2014)
Pour les articles homonymes, voir Hans Hürlimann.
Hans Hürlimann, né le 25 décembre 1921 et mort le 1er octobre 2014 à Bâle, est un botaniste, chercheur et enseignant suisse.

## Biographie

### Jeunesse
Hans Hürlimann naît le 25 décembre 1921. Il fréquente l'école primaire et le lycée à Winterthour. Il étudiée ensuite la biologie, avec une spécialisation en botanique, à l'université de Zurich. Parmi ses professeurs figurent A.U. Däniker et E. Schmid. Il obtient son doctorat en 1950 pour sa thèse (de) Zur Lebensgeschichte des Schilfs an den Ufern der Schweizer Seen,. Ce travail primé est toujours d'actualité en ce qui concerne les problèmes liés aux roseaux. Il montre, entre autres, que l'espèce alors appelée Phragmites communis ne peut germer que sur la terre ferme. Déjà pendant ses études, mais aussi par la suite, Hans Hürlimann enseigne la biologie, la chimie et la géographie dans différentes écoles secondaires.

### Travaux
La même année que son doctorat, il est chargé d'entreprendre un voyage d'étude en Nouvelle-Calédonie avec son camarade Marcel Baumann et le professeur français André Guillaumin. Ce voyage dure deux ans et porte sur l'étude de la flore (plantes vasculaires et mousses). Il visite également d'autres îles du Pacifique, notamment le Royaume de Tonga. Le traitement des collections de ces domaines aura occupé le chercheur jusqu'à sa retraite. Ses travaux scientifiques comprennent la description de deux genres de la famille des Santalaceae avec un collègue, en plus de plusieurs nouvelles espèces de mousses et de plantes à fleurs.
En 1955, Hans Hürlimann prend un poste au département pharmaceutique de la CIBA à Bâle. Ses activités professionnelles le mènent à effectuer des voyages de recherche et des visites de congrès dans les régions tropicales du monde entier. Au cours de ces voyages, il profite de ses grandes compétences linguistiques. En plus de sa connaissance du grec et du latin, il parle le français, l'anglais, l'espagnol, le néerlandais et le sursilvan.
Hans Hürlimann étudie également la mousse indigène en Suisse. Il est membre de la commission de cartographie pour l'inventaire de la flore bryophyte suisse. Il entretient ses propres collections, qui proviennent principalement du Val Lumnezia, des environs de Bâle et de Winterthour.
Tout au long de sa vie, il s'intéresse en particulier pour les hépatiques. Il s'engage dans la conservation de la nature, même en Nouvelle-Calédonie.

### Vie privée
En décembre 1958, il se marie avec Margrit (Gritli) Högger. Il l'avait rencontrée dans l'ancien jardin botanique de l'université de Zurich. Ils vivent à Bâle et élèvent deux enfants, Vreni et Hans Caspar (Peuss). Il a également par la suite des petits-enfants, et a également le privilège de compter deux arrière-petits-enfants.
En tant qu'ancien scout nommé « Juan », il entretient une amitié de longue date avec ses camarades scouts ; également avec des personnes de la « Compagnie de wagons-restaurants » (en allemand ‘Speisewagenge-sellschaft’) qu'il avait rencontrées lors de ses fréquents voyages en train entre Bâle et Zurich. Il est également en bons termes avec de nombreux collègues dans son pays et à l'étranger.
Hans Hürlimann avait une relation particulière avec l'Association suisse de bryologie et de lichénologie. Il en a été membre depuis sa fondation, et a assisté à ses réunions aussi longtemps que possible. Plus d'une fois, il a conduit les membres lors d'excursions autour de Lumbrein (Val Lumnezia, GR), où il possédait une maison de vacances. En 1994, il a été fait membre honoraire de la Société, comme d'ailleurs il l'avait été un an plus tôt avec la Société botanique suisse. Il était également membre honoraire de la Société botanique de Bâle, où il avait siégé au conseil d'administration.

### Fin de vie
Il prend une retraite anticipée afin d'achever un ouvrage de grande envergure. Ce supplément en deux parties à l'ouvrage classique de Karrer sur les substances végétales organiques a été rédigé en collaboration avec un chimiste (Hürlimann & Cherbuliez 1981-1985).
Sa femme meurt deux ans et demi avant lui, ce qui est une très grande perte pour lui. Il meurt le 1er octobre 2014 dans une maison de retraite à Bâle. Il aura vécu jusqu'à l'âge de presque 93 ans. 

## Publications

### Ouvrages
- (de) Hans Hürlimann, Zur Lebensgeschichte des Schilfs an den Ufern der Schweizer Seen., H. Huber, 1951 (OCLC 13856651, lire en ligne)
- Hans Hurlimann, Études sur la structure des forêts de la Nouvelle-Calédonie, expériences et propositions : par H. Hurlimann ..., Impr. réunies, 1953 (OCLC 459483529, lire en ligne)
- (de) Walter Karrer, Emile Cherbuliez, Conrad H Eugster et Hans Hürlimann, Konstitution und Vorkommen der organischen Pflanzenstoffe : (exclusive Alkaloide) 2,2,1 2,2,1, Birkhäuser, 1981 (ISBN 978-3-7643-0857-5, OCLC 644926181, lire en ligne)
- (de) Hans Hürlimann, Lebermoose, 1988, 16 p. (ISBN 978-3-85736-068-8, OCLC 75162146, lire en ligne)

### Taxons
Il a décrit et nommé 9 taxons différents :
- Citronella macrocarpa Hürl., Mem. Mus. Hist. Nat., Paris, Ser. Bot. xv. 60 (1964).
- Daenikera Hürl. & Stauffer, Vierteljahrsschr. Naturf. Ges. Zurich 102: 332 (1957).
- Dicarpellum paucisepalum Hürl. ex M.P.Simmons, Fl. N. Caléd. 25: 14 (-17; fig. 2A-B) (2004).
- Elaeodendron baas-beckingii Hürl., Candollea xv. 74 (1955).
- Elaeodendron pininsulare Hürl., Candollea xv. 75 (1955).
- Salaciopsis glomerata Hürl., Candollea xv. 71 (1955).
- Salaciopsis sparsiflora Hürl., Candollea xv. 72 (1955).
- Salaciopsis tapeinospermophylla Hürl., Candollea xv. 73 (1955).
- Sphenostemon oppositifolius Hürl., Mém. Mus. Nation. Hist. Nat. Nouv. Sér., B (Paris) 23: 12 (1974) (1974).

## Éponymes
Plusieurs espèces sont nommées en son honneur :
- Aktinokentia huerlimannii H.E.Moore (Palmae)
- Alyxia hurlimannii Guillaumin (Apocynaceae)
- Austrobuxus huerlimannii Airy Shaw (Picrodendraceae)
- Cheilolejeunea huerlimannii Tixier (Marchantiophyta)
- Cololejeunea huerlimannii Tixier (Marchantiophyta)
- Dysoxylum hurlimannii Guillaumin (Meliaceae)
- Elaphoglossum hurlimannii Guillaumin (Filices)
- Eugenia hurlimannii Guillaumin (Myrtaceae)
- Ficus hurlimannii Guillaumin (Moraceae)
- Frullania huerlimannii S.Hatt. (Marchantiophyta)
- Herbertus huerlimannii H.A.Mill. (Marchantiophyta)
- Lasiochlamys hurlimannii (Guillaumin) Sleumer (Salicaceae)
- Litsea hurlimannii Guillaumin (Lauraceae)
- Aponardia huerlimannii (Váňa & Grolle) Váňa (Marchantiophyta)
- Phyllanthus hurlimannii Guillaumin (Euphorbiaceae s.l.)
- Plagiochila huerlimannii Inoue (Marchantiophyta)